# Коффі Джіджі
Коффі Джіджі (фр. Koffi Djidji, нар. 30 листопада 1992, Баньоле) — французький та івуарійський футболіст, центральний захисник італійського клубу «Торіно».

## Клубна кар'єра
Народився 30 листопада 1992 року в місті Баньоле в родині француженки та вихідця з Кот-д'Івуару. Займався футболом у низці дитячих команд, а 2007 року перейшов до академії «Нанта».
У дорослому футболі дебютував 2008 року виступами за другу команду «Нанта», а за чотири роки дебютував за його голову команду у Лізі 2. Того ж сезону команда здобула підвищення в класі, і наступні п'ять років Джіджі відігра за «Нант» у Лізі 1, поступово ставши стабільним гравцем основного складу.
Влітку 2018 року був орендований італійським «Торіно», який за рік викупив контракт захисника за 3 мільйони євро. У жовтні 2020 року до кінця сезону 2020/21 був відданий в оренду до «Кротоне», після чого повернувся до  туринської команди.

## Виступи за збірну
2016 року викликався до лав національної збірної Кот-д'Івуару, своєї історичної батьківщини, проте так і не дебютував у її складі.

## Статистика виступів

### Статистика клубних виступів
Станом на 22 грудня 2021
| Сезон              | Команда            | Чемпіонат          | Чемпіонат | Чемпіонат | Національний кубок | Національний кубок | Національний кубок | Континентальні кубки | Континентальні кубки | Континентальні кубки | Інші змагання | Інші змагання | Інші змагання | Усього | Усього |
| Сезон              | Команда            | Ліга               | Ігор      | Голів     | Ліга               | Ігор               | Голів              | Ліга                 | Ігор                 | Голів                | Ліга          | Ігор          | Голів         | Ігор   | Голів  |
| ------------------ | ------------------ | ------------------ | --------- | --------- | ------------------ | ------------------ | ------------------ | -------------------- | -------------------- | -------------------- | ------------- | ------------- | ------------- | ------ | ------ |
| 2012–13            | «Нант»             | Л2                 | 4         | 0         | КФ+КЛ              | 0+1                | 0                  | -                    | -                    | -                    | -             | -             | -             | 5      | 0      |
| 2013–14            | «Нант»             | Л1                 | 10        | 1         | КФ+КЛ              | 0+2                | 0                  | -                    | -                    | -                    | -             | -             | -             | 12     | 1      |
| 2014–15            | «Нант»             | Л1                 | 5         | 0         | КФ+КЛ              | 1+0                | 0                  | -                    | -                    | -                    | -             | -             | -             | 6      | 0      |
| 2015–16            | «Нант»             | Л1                 | 22        | 0         | КФ+КЛ              | 3+1                | 0                  | -                    | -                    | -                    | -             | -             | -             | 26     | 0      |
| 2016–17            | «Нант»             | Л1                 | 28        | 0         | КФ+КЛ              | 0+2                | 0                  | -                    | -                    | -                    | -             | -             | -             | 30     | 0      |
| 2017–18            | «Нант»             | Л1                 | 29        | 0         | КФ+КЛ              | 2+0                | 0                  | -                    | -                    | -                    | -             | -             | -             | 31     | 0      |
| серп. 2018         | «Нант»             | Л1                 | 1         | 0         | КФ+КЛ              | 0                  | 0                  | -                    | -                    | -                    | -             | -             | -             | 1      | 0      |
| Усього за «Нант»   | Усього за «Нант»   | Усього за «Нант»   | 99        | 1         |                    | 12                 | 0                  |                      | -                    | -                    |               | -             | -             | 111    | 1      |
| 2018–19            | «Торіно»           | A                  | 17        | 0         | КІ                 | 1                  | 0                  | -                    | -                    | -                    | -             | -             | -             | 18     | 0      |
| 2019–20            | «Торіно»           | A                  | 17        | 0         | КІ                 | 2                  | 0                  | ЛЄ                   | 0                    | 0                    | -             | -             | -             | 19     | 0      |
| 2020–21            | «Кротоне»          | A                  | 20        | 1         | КІ                 | 0                  | 0                  | -                    | -                    | -                    | -             | -             | -             | 20     | 1      |
| 2021–22            | «Торіно»           | A                  | 14        | 0         | КІ                 | 1                  | 0                  | -                    | -                    | -                    | -             | -             | -             | 15     | 0      |
| Усього за «Торіно» | Усього за «Торіно» | Усього за «Торіно» | 48        | 0         |                    | 4                  | 0                  |                      | 0                    | 0                    |               | -             | -             | 52     | 0      |
| Усього за кар'єру  | Усього за кар'єру  | Усього за кар'єру  | 167       | 2         |                    | 16                 | 0                  |                      | 0                    | 0                    |               | -             | -             | 183    | 2      |